# Strada statale 75 Centrale Umbra
Die Strada statale 75 (SS 75) ist eine italienische Staatsstraße, die 1928 zwischen Foligno und der SS 71 südwestlich von Orvieto festgelegt wurde. Wegen ihrer Führung im zentralen Bereich Umbriens erhielt die SS 75 den namentlichen Titel Centrale Umbra. 1938 wurde die Ortsdurchfahrt von Perugia-Ponte San Giovanni zum Teil der neuen SS 3 bis. Durch diese Zweiteilung nummerierte man den Westteil in SS 75 bis „del Trasimeno“ mit dem Laufweg Palazzone (Namen einer Nekropole am Westrand von Ponte San Giovanni) – Kreuzung mit der SS 71 um. Heute ist die SS 75 zwischen Foligno und Perugia eine Schnellstraße, die in die auch zur Schnellstraße ausgebauten SS 3 bis mündet. Die alte Trasse durch die Orte ist abgestuft. Parallel zur SS 75 bis verläuft heute der Raccordo autostradale 6, weswegen diese 2001 zur Regional- bzw. Provinzialstraße abgestuft wurde.